# Dominique Herr
Dominique Herr (n. Basilea, Suiza, 25 de octubre de 1965) es un exfutbolista suizo que se desempeñó como mediocampista y militó en diversos clubes de Suiza. 

## Carrera
Herr comenzó su carrera en 1984, jugando en el club de su ciudad natal Basilea, donde fue jugador de un buen equipo y jugó principalmente para el Basilea (Sub-21), durante las primeras dos temporadas. Incursionó en el primer equipo, durante la temporada 1986/87, jugando 31 juegos en el transcurso de toda la campaña. Basilea no pudo evitar el descenso a la Nationalliga B en 1988 y Herr se fue para unirse a Lausanne-Sport, que continuó jugando en la Nationalliga A. Su primera temporada en el club de Lausanna, lo vio alcanzar una excelente forma y fue llamado para la selección nacional de su país. En el verano de 1992, fichó por el campeón suizo FC Sion, donde ganó la Copa de Suiza dos veces, en 1995 y 1996. Una lesión lo obligó a retirarse, a fines de 1996, con solo 30 años.

## Selección nacional
Herr jugó 52 partidos internacionales, para la selección nacional suiza y anotó 4 goles. Participó en una sola Copa del Mundo FIFA, que fue en Estados Unidos 1994, donde la selección suiza fue eliminada en octavos de final.

## Clubes
| Club           | País  | Año         |
| -------------- | ----- | ----------- |
| Basilea        | Suiza | 1984 - 1988 |
| Lausanne-Sport | Suiza | 1988 - 1992 |
| FC Sion        | Suiza | 1992 - 1996 |

## Participaciones en Copas del Mundo
| Mundial                        | Sede           | Resultado        |
| ------------------------------ | -------------- | ---------------- |
| Copa Mundial de Fútbol de 1994 | Estados Unidos | Octavos de final |